# Materialproduktsystem
Das Materialproduktsystem (englisch Material Product System, kurz MPS, offiziell eigentlich System of Balances of the National Economy bzw. dt. System volkswirtschaftlicher Bilanzen) beschreibt einen Verfahrenstandard zur Erstellung Volkswirtschaftlicher Gesamtrechnungen mit dem Nettomaterialprodukt als wichtigster Aggregatgröße. Es handelte sich um einen östlichen Gegenentwurf zu dem nach dem Zweiten Weltkrieg entwickelten, 1953 erstmals veröffentlichten und heute weltweit verwendeten System of National Accounts (SNA). Das MPS wurde ab den 1920er Jahren bis ca. 1990 in planwirtschaftlich organisierten Volkswirtschaften angewandt.
Die beiden Systeme waren zueinander nicht kompatibel bzw. führten die umfangreichen Arbeiten, die zu einem Umrechnungsverfahren führen sollten, bis zum Fall des Kommunismus nicht zu einem eindeutigen Ergebnis. Als Faustregel kann angenommen werden, dass etwa ein Fünftel der Wirtschaftsleistung nach SNA im MPS nicht erfasst wird, allerdings gilt diese Annahme nur dann, wenn für dieselbe Volkswirtschaft volkswirtschaftliche Gesamtrechnungen nach beiden Methoden erstellt werden. Ein Vergleich der östlichen und westlichen Volkswirtschaften zur Zeit des Kalten Krieges auf Basis volkswirtschaftlichen Gesamtrechnung wurde durch die unterschiedlichen Verfahrensstandards – zusätzlich zu staatlich festgesetzten Preisen und Wechselkursen – erheblich erschwert.

## Merkmale
Das Materialproduktsystem unterschied sich durch Anwendung marxistischer Wirtschaftsmodelle wesentlich vom System of National Accounts (SNA), praktische Wirksamkeit entfaltete dabei jedoch in erster Linie der unterschiedliche Produktionsbegriff: Im MPS wurde nur der Bereich der sogenannten „materiellen Produktion“ erfasst, d. h. nur die Produktion von Waren und solchen Dienstleistungen, die mit der Produktion und Verteilung von Waren verbunden sind, flossen in die Berechnung ein. Berechnet werden z. B. Montage- und Reparaturdienstleistungen, Warentransport und Telekommunikation, nicht aber persönliche Dienstleistungen wie das Gesundheits- und Erziehungswesen oder innere Sicherheit.
Die Abgrenzung zwischen produktiven und nicht-produktiven Dienstleistungen war schwierig und in der genauen Ausgestaltung bisweilen einer gewissen Willkür unterworfen. So galt etwa der Warentransport und die Tätigkeit eines Betriebsarztes als produktiv, Personentransport und die Tätigkeit eines Arztes im Krankenhaus hingegen nicht. Die Abgrenzung zwischen produktiven und nicht-produktiven Wirtschaftssektoren war nicht in allen Ländern einheitlich und wurde auch häufig geändert.
Anders als im SNA, in dem eine ganze Reihe von verschiedenen Aggregatgrößen (Inlands- und Inländerkonzept, Faktorkosten und Marktpreise, inklusiv und exklusiv Abschreibungen) beschrieben sind, sah das MPS nur das Inlandskonzept, „Marktpreise“ (es sich jedoch tatsächlich mehr um Plan- statt um Marktpreise handelt, ist die Benennung als „real(isiert)e“ oder „faktische“ Preise präziser) und zwei Aggregate vor: Das (gesellschaftliche) Gesamtprodukt oder Bruttoprodukt – den Wert aller erzeugten „materiellen“ Waren und Dienstleistungen inkl. aller Vorleistungen und ohne Abzug von Abschreibungen, etwa dem westlichen Produktionswert entsprechend, sowie das Nationaleinkommen, Roheinkommen, Bruttoeinkommen, (gesellschaftliches) Nettoprodukt oder Nettomaterialprodukt. Das Nettomaterialprodukt, Hauptaggregat des MPS, liegt demnach dem westlichen Nettoninlandsprodukt zu Marktpreisen am nächsten. Ein „Bruttomaterialprodukt“, also ein mit dem westlichen Bruttoinlandsprodukt vergleichbares Aggregat, wurde, obwohl eigentlich nicht vorgesehen, von einigen Ländern (vor allem Jugoslawien) dennoch gelegentlich veröffentlicht.
Der Begriff Materialproduktssystem bzw. Materialprodukt ist eine westliche Begriffschöpfung der 1950er Jahre, um eine eindeutige Abgrenzung zu der Begriffswelt des westlichen Systems volkswirtschaftlicher Gesamtrechnungen zu schaffen und hat keine direkte Entsprechung im Sprachgebrauch der RGW-Staaten. Eine einheitliche Terminologie wurde aber in Ost und West nicht erreicht, unterschiedliche Bezeichnungen und Übersetzungen für ein und die dieselbe Größe können zu Begriffsverwirrungen führen.

## Geschichte
Ein erster Vorläufer des späteren Materialproduktsystems wurde 1926 erstmals veröffentlicht, zusammen mit den ersten volkswirtschaftlichen Gesamtrechnungen und umfangreicheren Wirtschaftsstatistiken der UdSSR betreffend das Geschäftsjahr 1923/24. Weitere Veröffentlichungen folgten in den folgenden Jahrzehnten, nach dem Zweiten Weltkrieg übernahmen auch die sowjetischen Satellitenstaaten – zumeist mit länderspezifischen Modifikationen, die den internationalen Vergleich erschwerten – dieses System. 1958 wurde eine überarbeitete Version des MPS der UN vorgelegt, mit dem Ziel die Vergleichbarkeit von MPS und SNA zu verbessern. Zehn Jahre später erklärte der Rat für gegenseitige Wirtschaftshilfe eine erneut überarbeitete Version des MPS als das Standardverfahren volkswirtschaftlicher Gesamtrechnungen in seinen Mitgliedstaaten. Diese Version wurde ebenfalls der UN vorgelegt und 1971 erklärte diese das MPS als zweiten empfohlenen Standard volkswirtschaftlicher Gesamtrechnungen neben dem SNA.
Schon früh erwies sich das MPS gerade bedingt durch das Prinzip, wesentliche Teile des Dienstleistungssektors nicht zu berücksichtigen, auch für die interne Verwendung in planwirtschaftlichen Systemen als problematisch. Bereits ab 1968 begannen bei der Statistikabteilung des RGW und in den einzelnen Staten kontinuierliche Überarbeitungen des Systems, mit dem Ziel es mehr dem SNA anzugleichen und die Umrechnung zwischen beiden Systemen zu erleichtern. Die Einbeziehung zusätzlicher Wirtschaftsbereiche führte zur Verwässerung des Grundprinzips und die zahlreichen Revisionen beeinträchtigten die Vergleichbarkeit des errechneten Zahlen.
Die beiden unterschiedlichen, zueinander inkompatiblen Verfahrensstandards erschwerten Vergleiche der östlichen und westlichen Volkswirtschaften – die ohnehin durch das Fehlen marktgerechter Preise in planwirtschaftlichen Systemen problematisch waren – zusätzlich, sodass seit den 1970er Jahren von sowohl von Seiten des RGW als auch von westlichen Ökonomen und der UN-Statistikkommission Versuche unternommen wurden, Umrechnungsverfahren für die beiden Systeme zu entwickeln. Es entstanden Vergleichsrechnungen, bei denen Volkswirtschaftliche Gesamtrechnungen nach beiden Verfahren für verschiedene Staaten mit unterschiedlicher Wirtschaftsstruktur erstellt wurden.
Die Ergebnisse wurden 1987 der UN vorgelegt. Pläne, die eine Zusammenführung beider Systeme zum Ziel hatten, wurden infolge der politischen Umwälzungen der späten 1980er Jahre nicht mehr umgesetzt. Einige Staaten des Ostblocks begannen zu dieser Zeit, volkswirtschaftliche Gesamtrechnungen auf Basis beider Systeme zu erstellen und zu veröffentlichen. Die Sowjetunion stellte 1988 auf das SNA um, Nordkorea 1989, die meisten anderen Staaten folgen 1990. Zwei Jahre übernahmen auch die Volksrepublik China und Kuba das SNA, lediglich Restjugoslawien behielt das MPS bei und veröffentlichte 2004 die letzten Zahlen nach diesem Verfahren.
Länder, die das Materialproduktsystem verwendeten:
- Afghanistan (das Zentrale Statistikamt behauptet, noch bis 1995 volkswirtschaftliche Gesamtrechnungen nach dem MPS erstellt zu haben[38])
- Albanien
- Bulgarien
- Volksrepublik China
- Deutsche Demokratische Republik
- Jugoslawien
- Polen
- Kampuchea
- Nordkorea
- Kuba
- Laos
- Mongolei
- Rumänien
- Sowjetunion
- Tschechoslowakei
- Ungarn
- Vietnam (nur Nordvietnam bis 1976)

Heute wird das Materialprodukt nirgendwo mehr verwendet; lediglich Kuba und Nordkorea haben als einzige Länder das SNA nicht verbindlich eingeführt.